# Louis Fagon
Pour les articles homonymes, voir Fagon.
Louis Fagon est un magistrat, administrateur et homme politique français, né le 25 janvier 1680 et mort le 8 mai 1744 à Paris. 
Fils du premier médecin de Louis XIV, il est un anobli. D'abord parlementaire, il devient intendant des finances et membre du Conseil de finances et joue ainsi un rôle de premier plan dans les affaires financières de la France à l'époque de la Régence et du début du règne de Louis XV. Amateur d'art et de littérature, il protège le peintre Jean-Baptiste Oudry. 

## Biographie

### Famille
Il est le fils du célèbre premier médecin de Louis XIV, Guy-Crescent Fagon et de son épouse Marie Nozereau. Son frère Antoine Fagon est évêque de Lombez puis de Vannes. Louis Fagon est un anobli : son père, malgré ses charges de médecin du roi et de surintendant des jardins du roi, est resté roturier. En 1709, Louis Fagon obtient des lettres d'honneur, assimilables à un anoblissement. Il ne s'est pas marié.
Louis Fagon est d'abord conseiller au Parlement de Paris en 1702, puis maître des requêtes en 1709, intendant des finances en 1714 et conseiller d'État en octobre 1715.

### Au Conseil de finances

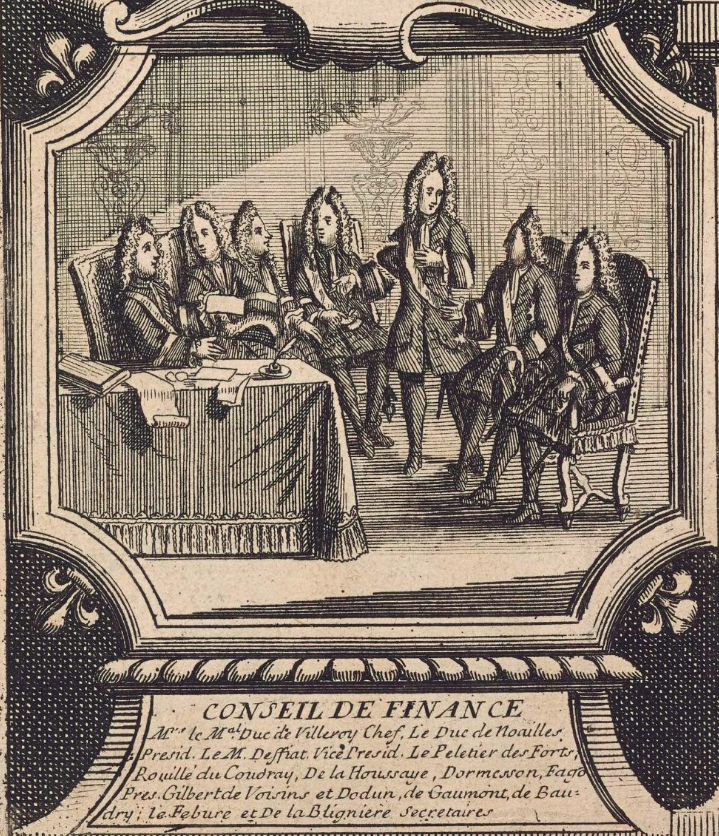
L'heureux commencement du règne de Louis XV, Roy de France et de Navarre, par la régence de S. A. R. Monseigneur le duc d'Orléans et l'établissement des conseils (détail).

Lors de la mise en place de la polysynodie par le Régent en septembre 1715 après la mort de Louis XIV, les offices d'intendant des finances sont supprimés. Louis Fagon est nommé au nouveau Conseil de finances. Il est un des deux intendants de finances, avec Michel Le Peletier des Forts, à y entrer, ce qui indique que le Régent l'apprécie.
Au Conseil de finances, il garde les attributions qu'il avait en tant qu'intendant de finances : les eaux et forêts, les Chambres des comptes, les débets, les cahiers des Etats de Bourgogne. Les affaires concernant les eaux et forêts sont un département important, représentant 11% du volume des affaires traitées par le Conseil de finances : adjudication et organisation des coupes de bois, replantations, etc. Avant les séances du Conseil de finances, il participe à des réunions préparatoires convoquées par son président, le duc de Noailles.
Avec Hilaire Ier Rouillé du Coudray, il fait, dans un premier temps en octobre 1715, repousser le projet de banque présenté par John Law. En effet, son rapport lu au Conseil de finances le 24 octobre 1715 démontre aux autres membres du Conseil de finances les insuffisances du projet de John Law. 
Avec d'autres membres du Conseil de finances (Baudry, Gaumont, Rouillé du Coudray, Lefèvre d'Ormesson, Le Peletier de La Houssaye), du Conseil de la guerre (Barberie de Saint-Contest, Le Blanc) et du Conseil du dedans (Roujault), il est un des organisateurs de l'opération du visa de décembre 1715-janvier 1716, qui consiste à vérifier les dettes de l'État, dans le but avoué de les réduire. 
Ensuite, il participe à la Chambre de justice de 1716, dont le but est de rétablir les finances en poursuivant en justice les traitants. Noailles et Rouillé du Coudray cherchent ainsi à réduire la dette en taxant les gens d'affaires accusés d'avoir spolié l'Etat. Fagon fait partie de la commission chargé de dresser les listes de justiciables à taxer. Finalement, les résultats sont maigres.
En 1717, Louis Fagon participe à l'état des lieux dressé, avec Robert de Cotte, pour le projet de déménagement de la Bibliothèque du roi rue Richelieu.
Louis Fagon fait partie du petit groupe qui, avec Saint-Simon, Dubois et le duc de La Force, conçoit le plan d'action du Régent pour mettre fin à la polysynodie en septembre 1718
Fagon est apprécié de Saint-Simon, qui le qualifie d' « homme d'esprit et de capacité ». Il l'appelle même « mon ami », ce qui est rare chez lui.

### Un expert des finances

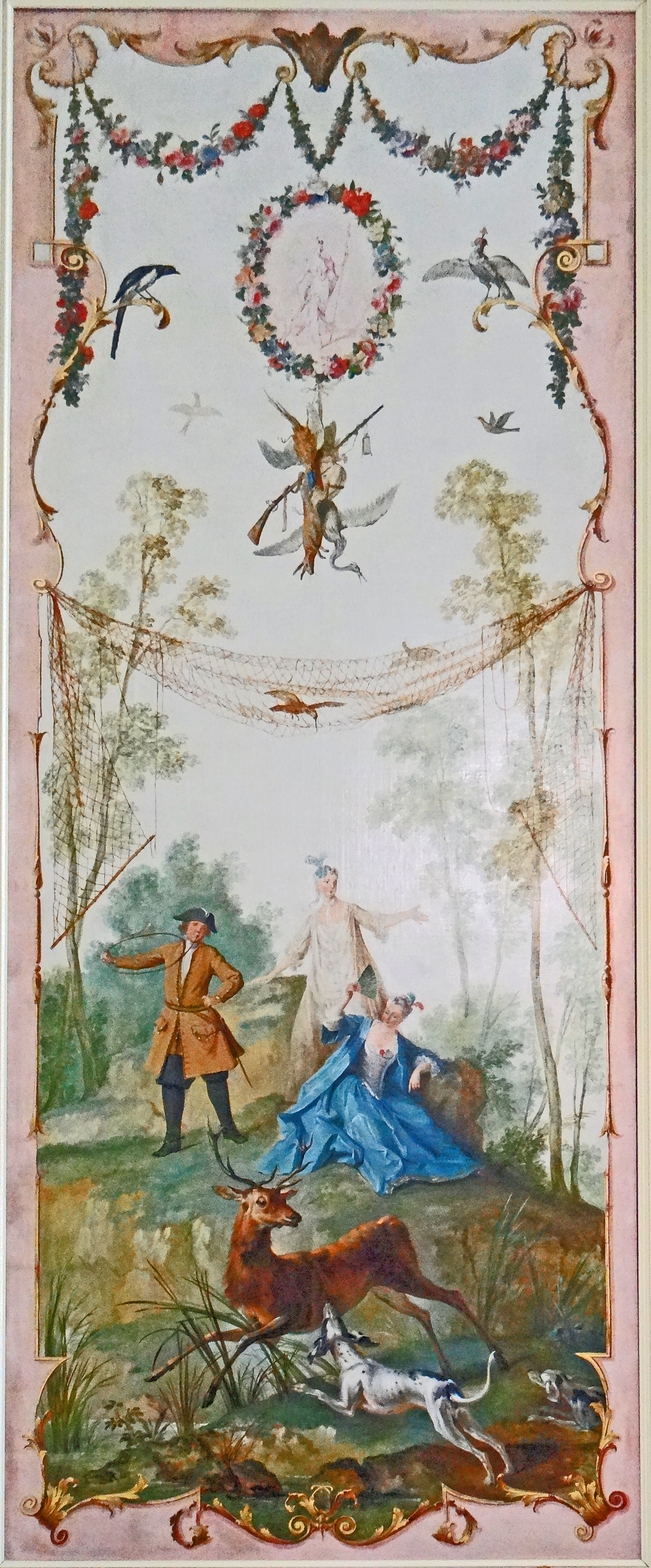
Panneaux Les Divertissements champêtres ("La chasse") de Jean-Baptiste Oudry, vers 1720-1723, pour le château de Voré.

Après la suppression de la polysynodie en septembre 1718 et la mise en sommeil du Conseil de finances, Fagon conserve ses attributions. Il obtient également la direction du bureau chargé de l'inspection des fermes.
Après la démission de Law en 1720, Fagon devient, comme Le Peletier des Forts, conseiller au Conseil de Régence en finances, c'est-à-dire qu'il présente à ce Conseil certaines affaires financières. Au moment de la chute du système de Law, Fagon fait partie de la commission qui vérifie les avoirs de la banque. 
À partir de 1722, Louis Fagon participe à l'éducation du jeune Louis XV, en lui donnant des leçons sur les finances en collaboration avec Henri d'Ormesson et les frères Pâris et peut-être en rédigeant des mémoires explicatifs, mais ce dernier point est contesté. La même année 1722, il retrouve sa charge d'intendant des finances et la conserve jusqu'à sa mort en 1744. Lors du retour de la Cour à Versailles en 1723, Fagon fait partie des rares personnes à avoir l'expérience des pratiques gouvernementales du temps de Louis XIV.
Fagon est membre du Conseil royal des finances à partir de 1722. Quand le bureau du commerce est créé en 1722, il y est commissaire avant d'en devenir président en 1726. Son premier commis est alors Baroz, futur directeur du Bureau de la balance du commerce. Fagon est, à sa création en 1730, membre du Conseil royal du commerce. 
Il est considéré comme le restaurateur des manufactures de tapisseries d'Aubusson. Avec Philibert Orry, contrôleur général des finances, Fagon cherche, par une règlementation précise, à contraindre les manufacturiers à produire des marchandises dont la qualité irréprochable garantisse une exportation aisée.

### Les arts et les lettres
En 1719, juste après la mort de son père, Louis Fagon acquiert le domaine de Voré, près de Rémalard, dans le Perche. Il cherche à embellir le jardin et le château. Vers 1720-1723, il fait réaliser par le jeune peintre Jean-Baptiste Oudry, que Fagon fera nommer directeur de la manufacture de Beauvais, de grandes toiles peintes représentant des scènes de réjouissances et les installe dans un salon du château. Elles sont actuellement conservées au musée du Louvre. En 1743, Fagon vend le domaine de Voré à Claude-Adrien Helvétius. Il possède également un hôtel à Versailles et un patrimoine immobilier parisien.
Par ailleurs, Louis Fagon semble être un des protecteurs de Voltaire en 1733, alors que ce dernier cherche à faire représenter son opéra Samson, juste avant l'épisode des Lettres philosophiques.
Il est également un mélomane remarqué.
Le 9 mai 1744, La Gazette annonce la mort de Louis Fagon, survenue la veille à Paris. Sa bibliothèque est mise en vente dès le mois d'août suivant. Elle comprend des livres imprimés, des estampes, des cartes, de la musique, des documents juridiques.